# GSM-Rail

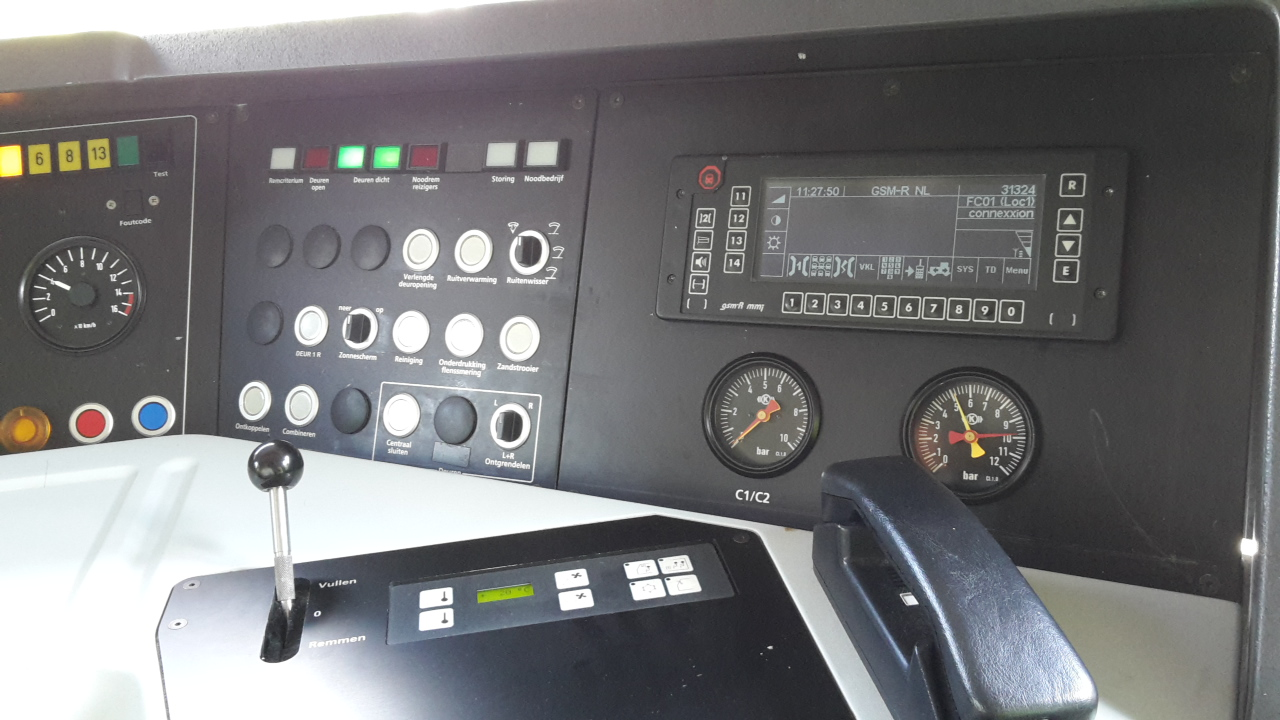
Een GSM-R scherm (rechts) van Connexxion

Het Global System for Mobile communications for Railways, kortweg GSM-Rail  of GSM-R, is een systeem voor radiocommunicatie voor spoorwegen. Het verzorgt het mobiele telefoonverkeer tussen bijvoorbeeld treindienstleiding en treinbestuurder of machinist. GSM-R is een onderdeel van het European Rail Traffic Management System (ERTMS), de Europese standaard voor treinbeïnvloeding en spoorwegseinen. Waar het European Rail Traffic Management System niveau 2 of niveau 3 in gebruik is verzorgt GSM-R bovendien de communicatie voor de treinbeïnvloeding en seingeving.
GSM-R is gebaseerd op GSM, maar maakt gebruik van andere frequenties en heeft daarnaast extra functionaliteit, speciaal voor het gebruik in de spoorwegwereld. Het is onzichtbaar voor normale mobiele telefoons. De frequentieband die gebruikt wordt voor de uplink is 876–880 MHz en voor de downlink 921–925 MHz.

## Extra faciliteiten
De extra faciliteiten die GSM-R biedt zijn onder andere:

### Groepsoproep
Groepsoproep is een oproep waarbij één partij meerdere partijen oproept. Om te kunnen spreken dient er gebruik te worden gemaakt van een spreeksleutel, zoals bij conventionele portofoons. Alle gebruikers die lid zijn van de groep kunnen door het drukken van de spreeksleutel actief meedoen in een groepsoproep.

### Omroepbericht
Omroepbericht is een oproep waarbij één partij meerdere partijen oproept, de overige partijen kunnen alleen luisteren en kunnen niet terugspreken.

### Functionele adressering
Functionele adressering is een specifieke GSM-R-toepassing; een GSM-R-mobiele telefoon is behalve op zijn telefoonnummer ook te bereiken op zijn functionele (trein)nummer, zodat een treindienstleider door het intoetsen van het treinnummer direct de machinist van de betreffende trein te spreken krijgt zonder dat hij weet welk mobiele nummer de machinist heeft. De machinist dient zich bij aanvang van een rit dan ook eerst op zijn treinnummer te registreren.

### Locatie-afhankelijke adressering
Locatie-afhankelijke adressering houdt in dat afhankelijk van de locatie waar de mobiele gebruiker zich bevindt het gesprek naar een bepaald nummer wordt gerouteerd. Dus als de trein zich in Groningen bevindt zal de machinist bij het kiezen van een nummer de treindienstleider in Groningen aan de lijn krijgen, rijdt hij in Maastricht dan krijgt hij de treindienstleider in Maastricht aan de lijn. Voor het bepalen van de treinposities is het GSM-R-systeem gekoppeld aan het VPT-systeem van ProRail. Mocht dat systeem niet beschikbaar zijn dan worden de posities bepaald aan de hand van het basisstationnummer van GSM-R.

### Prioriteitsoproep
Prioriteitsoproep houdt in dat bepaalde gesprekken voorrang krijgen boven andere gesprekken, zo zal als de machinist een gesprek voert en er komt een noodoproep binnen, dit gesprek verbroken worden en de noodoproep hoorbaar zijn voor de machinist.

## Ontwikkeling
In Nederland is sinds 17 september 2004 dekking over het gehele spoorwegnet. Tot september 2006 werd GSM-R in alle krachtvoertuigen ingebouwd, waarna het Telerailnet op 1 januari 2007 buiten dienst is gegaan.

### Beheer
Het GSM-R-netwerk wordt in opdracht van spoorbeheerder ProRail beheerd door Nokia. Een aantal leveranciers van GSM-R-apparatuur heeft zich verenigd in de GSM-R-Industriegroep.

### Van GSM-R naar FRMCS
Het succes van GSM-R leidt tot een stijgende behoefte aan communicatiecapaciteit. De bandbreedte van GSM-R als 2G netwerk is te klein om in de toekomst voldoende communicatiecapaciteit te kunnen bieden en wordt daarnaast beperkt door interferentie met de 4G-LTE-netwerken. 
De UIC startte in 2014 het project 'future railway mobile communication system (FRMCS) voor de opvolging van GSM-R.
De GSM-R-Industriegroep heeft aangegeven dat GSM-R ondersteund zal worden tot 2030.

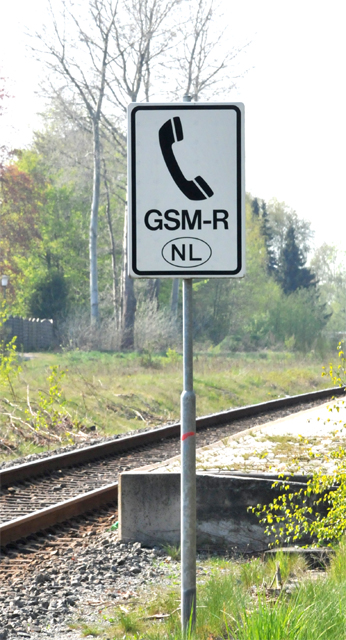
Aankondiging van het Nederlands GSM‑R-netwerk te Weener
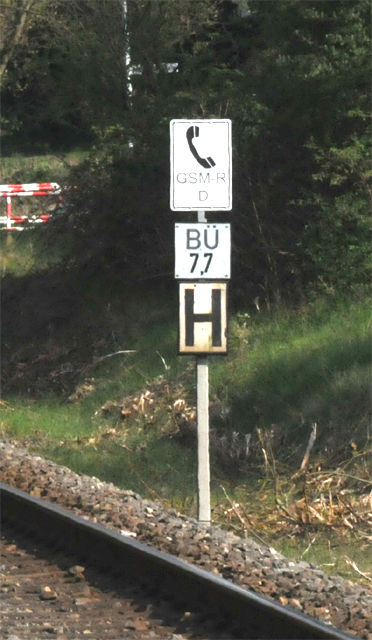
Aankondiging van het Duitse GSM-R-netwerk te Weener
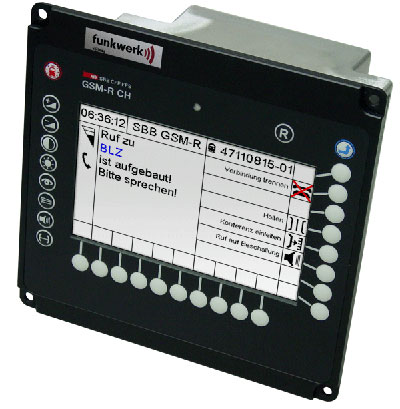
GSM‑R-bedieningspaneel voor in een treincabine
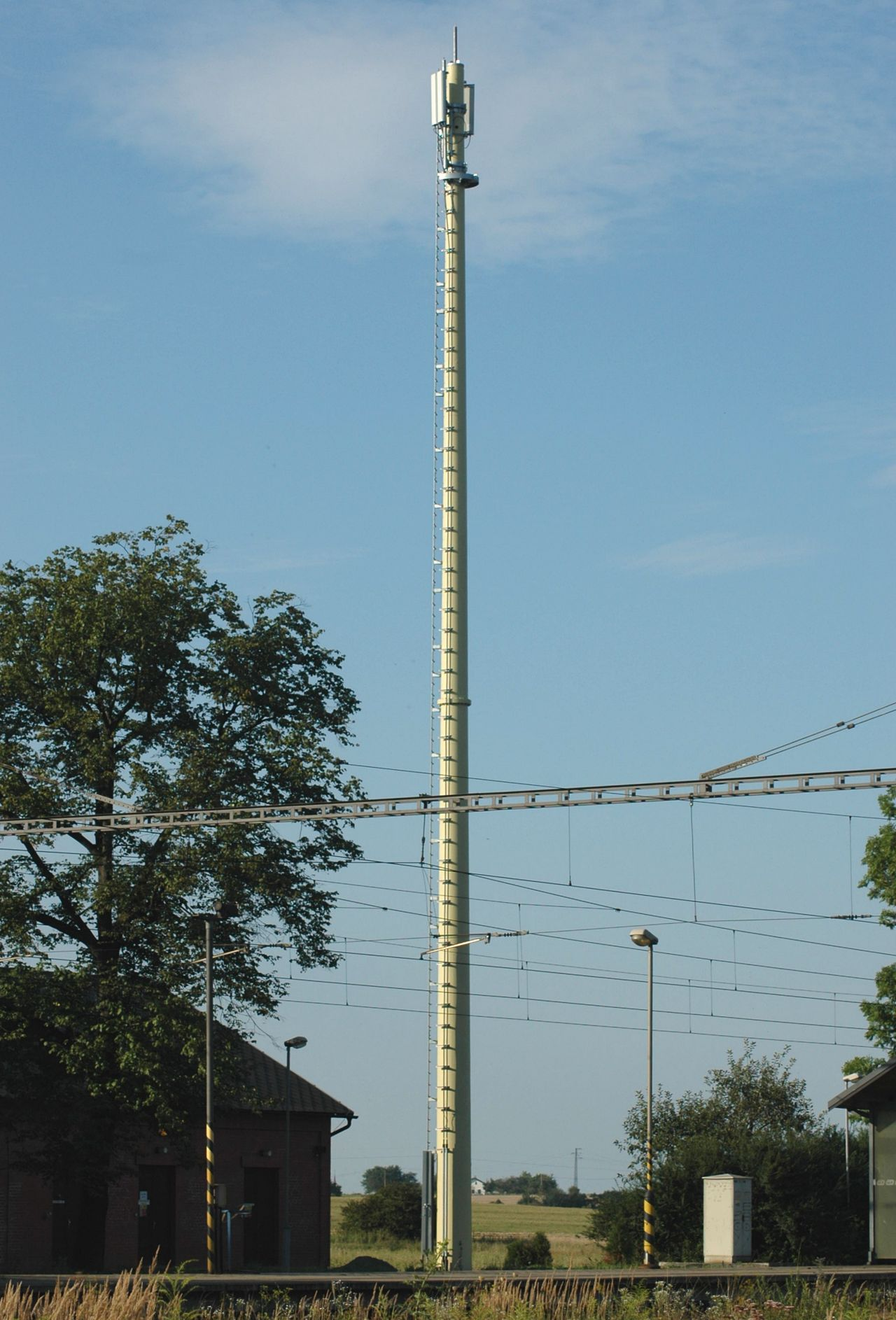
GSM‑R-mast, station Jistebník, Tsjechië